# British Academy Television Awards de 2017
O British Academy Television Awards de 2017 (ou BAFTA TV Awards 2017) foi realizado em 14 de maio de 2017 no Royal Festival Hall em Londres. A cerimônia foi apresentada por Sue Perkins.
As nomeações foram anunciadas em 11 de abril, com The Crown recebendo cinco indicações. O BAFTA Fellowship foi entregue a Joanna Lumley.

## Vencedores
| Melhor Série de Drama | Melhor Mini-Série |
| --- | --- |
| - Happy Valley (BBC One) - The Crown (Netflix) - The Durrells (ITV) - War and Peace (BBC One) | - National Treasure (Channel 4) - The Hollow Crown: The Wars of the Roses (BBC Two) - The Secret (ITV) - The Witness for the Prosecution (BBC One) |
| Melhor Drama Único | Melhor Novela e Drama Continuado |
| - Damilola, Our Loved Boy (BBC One) - Aberfan: The Green Hollow (BBC One) - Murdered by My Father (BBC Three) - NW (BBC Two) | - Emmerdale (ITV) - Casualty (BBC One) - EastEnders (BBC One) - Hollyoaks (Channel 4) |
| Melhor Ator | Melhor Atriz |
| - Adeel Akhtar – Murdered by My Father como Shahzad (BBC Three) - Babou Ceesay – Damilola, Our Loved Boy como Richard Taylor (BBC One) - Robbie Coltrane – National Treasure como Paul Finchley (Channel 4) - Benedict Cumberbatch – The Hollow Crown: The Wars of the Roses como Rei Ricardo III (BBC Two)             | - Sarah Lancashire – Happy Valley como Sgt. Catherine Cawood (BBC One) - Nikki Amuka-Bird – NW como Natalie Blake (BBC One) - Jodie Comer – Thirteen como Ivy Moxam (BBC Three) - Claire Foy – The Crown como Reinha Elizabeth II (Netflix)                         |
| Melhor Ator Coadjuvante | Melhor Atriz Coadjuvante |
| - Tom Hollander – The Night Manager como Major "Corky" Lance Corkoran (BBC One) - Jared Harris – The Crown como Rei Jorge VI (Netflix) - John Lithgow – The Crown como Winston Churchill (Netflix) - Daniel Mays – Line of Duty como Sargeanto Danny Waldron (BBC Two)                                                  | - Wunmi Mosaku – Damilola, Our Loved Boy como Gloria Taylor (BBC One) - Siobhan Finneran – Happy Valley como Clare Cartwright (BBC One) - Vanessa Kirby – The Crown como Princesa Margaret (Netflix) - Nicola Walker – Last Tango in Halifax como Gillian (BBC One) |
| Melhor Performance Masculina de Comédia | Melhor Performance Feminina de Comédia |
| - Steve Coogan – Alan Partridge's Scissored Isle como Alan Partridge (Sky Atlantic) - Asim Chaudhry – People Just Do Nothing como Chabuddy G/Charlie (BBC Three) - Harry Enfield – The Windsors como Charles (Channel 4) - David Mitchell – Upstart Crow como Will Shakespeare (BBC Two)                                | - Phoebe Waller-Bridge – Fleabag como Fleabag (BBC Three) - Olivia Colman – Fleabag como madrasta de Fleabag (BBC Three) - Lesley Manville – Mum como Cathy Bradshaw (BBC Two) - Diane Morgan – Cunk on Shakespeare como Philomena Cunk (BBC Two)                   |
| Melhor Comédia Roteirizada | Melhor Comédia e Programa de Entretenimento de Comédia |
| - People Just Do Nothing (BBC Three) - Camping (Sky Atlantic) - Fleabag (BBC Three) - Flowers (Channel 4) | - Charlie Brooker's 2016 Wipe (BBC Two) - Cunk on Shakespeare (BBC Two) - The Last Leg: Live from Rio (Channel 4) - Taskmaster (Dave) |
| Melhor Performance de Entretenimento | Melhor Programa de Entretenimento |
| - Michael McIntyre – Michael McIntyre's Big Show (BBC One) - Adam Hills – The Last Leg (Channel 4) - Graham Norton – The Graham Norton Show (BBC One) - Claudia Winkleman – Strictly Come Dancing (BBC One) | - Ant and Dec's Saturday Night Takeaway (ITV) - Britain's Got Talent (ITV) - Michael McIntyre's Big Show (BBC One) - Strictly Come Dancing (BBC One) |
| Melhor Série ou Segmento Factual | Prêmio Huw Wheldon de Especialista em Fatos |
| - Exodus: Our Journey to Europe (BBC Two) - 24 Hours in Police Custody (Channel 4) - The Prosecutors: Real Crime and Punishment (BBC 4) - Kids on the Edge (Channel 4) | - Planet Earth II (BBC One) - Alan Bennett’s Diaries (BBC Two) - Attenborough’s Life That Glows (BBC Two) - Grayson Perry’s All Man (Channel 4) |
| Prêmio Robert Flaherty de Documentário Único | Melhor Participação |
| - Hillsborough (BBC Two) - Behind Closed Doors (BBC One) - How to Die: Simon’s Choice (BBC Two) - HyperNormalisation (BBC iPlayer) | - Who Do You Think You Are? (BBC One) - The Doctor Who Gave up Drugs (BBC Two) - The Great British Bake Off (BBC One) - Travel Man (Channel 4) |
| Melhor Reality e Fato Criado | Melhor Evento Ao Vivo |
| - Muslims Like Us (BBC Two) - First Dates (Channel 4) - The Real Marigold Hotel (BBC Two) - The Secret Life of 5 Year Olds (Channel 4) | - The Queen’s 90th Birthday Celebration (ITV) - The Centenary of the Battle of the Somme: Thiepval (BBC One) - Shakespeare Live! From the RSC (BBC Two) - Stand up to Cancer (Channel 4)                                                                            |
| Melhor Cobertura Jornalística | Melhores Assuntos Atuais |
| - Victoria Derbyshire: Footballer's Abuse (BBC Two) - BBC North West Tonight: Hillsborough Inquests (BBC One) - Channel 4 News: Brexit Day One (Channel 4) - Sky News Tonight – Aleppo: Death of a City (Sky News) | - Teenage Prison Abuse Exposed – Panorama (BBC One) - Inside Obama’s White House (BBC Two) - Three Days of Terror: The Charlie Hebdo Attacks – This World (BBC Two) - Unarmed Black Male – This World (BBC Two)                                                     |
| Melhor Esporte | Melhor Programa Internacional |
| - Campeonato Aberto de 2016 (Sky Sports 1) - Jogos Olímpicos Rio 2016 (BBC One) - Jogos Paralímpicos Rio 2016 (Channel 4) - Six Nations – England V Wales (ITV) | - American Crime Story: The People v. O. J. Simpson (FX) / (BBC Two) - The Night Of (HBO) / (Sky Atlantic) - Stranger Things (Netflix) - Transparent (Amazon Prime)                                                                                                 |
| Momento Imperdível da TV | |
| - Planet Earth II – "Snakes v iguanas chase" - Game of Thrones – "Battle of the Bastards" - The Late Late Show with James Corden – "Carpool Karaoke com Michelle Obama" - Line of Duty – "Urgent exit required" - Strictly Come Dancing – "Ed Balls’ Gangnam Style" - Who Do You Think You Are – "Danny Dyer’s origins" | |